# 가좌초등학교 (경기)

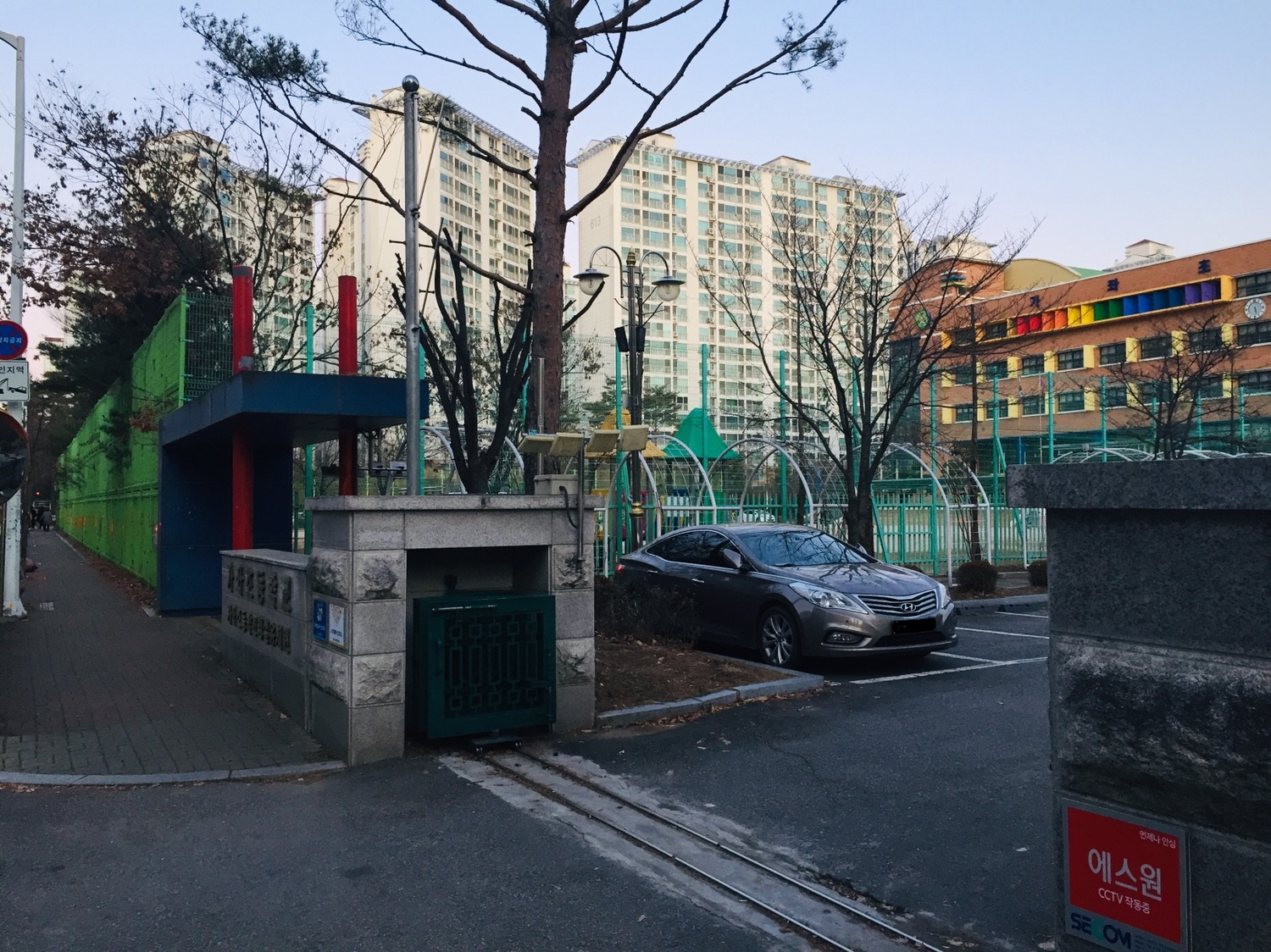
가좌초등학교 정문

가좌초등학교는 대한민국 경기도 고양시 일산서구에 있는 공립 초등학교이다.

## 학교 연혁
- 2006년 3월 1일 : 개교(29학급, 특수학급1학급, 유치원 2학급 편성)
- 2021년 3월 1일 : 제5대 김창성 교장 부임